# Adam Mickiewicz
Adam Bernard Mickiewicz (poloneză, în lituaniană Adomas Bernardas Mickevičius, în belarusă Адам Бернард Міцкевіч; n. 24 decembrie 1798, Zavosse⁠(d), Novogrudsky Uyezd⁠(d), gubernia Lituania⁠(d), Imperiul Rus – d. 26 noiembrie 1855, Constantinopol, Imperiul Otoman) a fost un poet și scriitor polonez și luptător pentru independența și reîntregirea patriei natale. Este considerat unul dintre cei mai buni poeți romantici polonezi din secolul al XIX-lea, alături de Zygmunt Krasiński, Juliusz Słowacki și Cyprian Kamil Norwid.

## Biografie

### Copilărie și adolescență

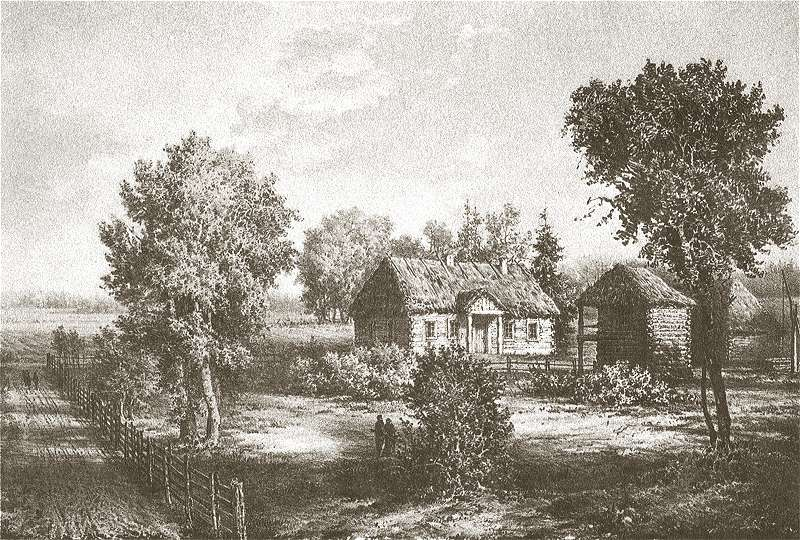
Zaosie, presupusul loc de naștere

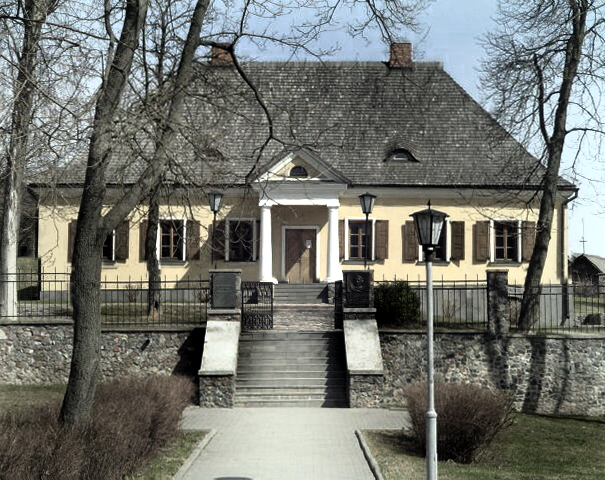
Casa Mickiewicz din Navahrudak

S-a născut în 1798 pe moșia unchiului său din Zaosie lângă  Navahrudak (Nowogródek), care făcea parte atunci din Imperiul Țarist; astăzi aparține de Belarus. Regiunea se afla la marginea provinciei Lithuania Propria care a făcut parte din Marele Ducat al Lituaniei până în 1795, când a avut loc a treia împărțire a Uniunii polono-lituaniane.
Zona era locuită de etnici lituanieni, deși atunci când s-a născut poetul, aparținea în mare parte de Bielorus. Membrii clasei superioare, precum familia lui Mickiewicz, erau fie polonezi, fie polonizați. Tatăl poetului,Mikołaj Mickiewicz, era avocat și membru al micii burghezii poloneze (szlachta). Mama sa se numea Barbara (născută Majewska). Adam a fost al doilea fiu al familiei. El si-a petrecut copilăria în Navahrudak (Nowogródek). A luat lecții cu mama sa și în particular cu profesori, iar între anii 1807-1815 a urmat o școală administrată de Ordinul Dominican. Adam a fost un elev mediocru, dar se implica în numeroase activități școlare, cursuri de teatru, sau alte programe asemănătoare. În septembrie 1815 Mickiewicz a fost admis la Universitatea din Vilnius (Wilno) și a primit o bursă de studiu din partea guvernului.
În 1818 a fost publicat primul său poem (Zima miejska — Orașul iernii — în Tygodnik Wileński). În anii următori a trecut de la literatura sentimentalistă (neoclasicism) la romantism, acest lucru poate fi observat mai întâi în poeziile publicate în anii 1822 și 1823 la Vilnius. După absolvire a obținut o bursă din partea universității pentru a studia la Kaunas între 1819–1823.
În vara anului 1820 și-a cunoscut marea iubire, pe Maryla Wereszczakówna. Ei nu s-au putut căsători din cauza situației materiale precare în care se afla familia Mickiewicz (Maryla era deja logodită cu Wawrzyniec Puttkamer, cu care s-a căsătorit în 1821).
În anul 1817 tânărul Adam a creat împreună cu Tomasz Zan societatea secretă Filomații (în poloneză Filomaci, greaca philomathes , „iubitori de cunoaștere”). Filomații se concentrau pe auto-educare, dar aveau rădăcini radicale, fiind o asociație studențească pro independeța față de Rusia. 
În urma unei investigații asupra organizațiilor studențești, condusă de Nikolay Nikolayevich Novosiltsev, mai mulți studenți au fost arestați, inclusiv Mickiewicz. În 1824, după ce a fost investigat în legătură cu activitățile sale politice, în special pentru apartenența la grupul Filomații, Adam a fost exilat în Rusia centrală. Deja publicase 2 mici volume de poezie diversă la Vilnius primite favorabil de către publicul slav, iar odată ajuns la Sankt Petersburg este acceptat imediat de cercurile literare înalte, unde devine favorit datorită manierelor sale și talentului extraordinar de improvizație. În 1825 vizitează Crimeea de unde se inspiră pentru o suită de sonete orientale (Sonety Krymskie), remarcabile prin ritm și culoare. Cele mai frumoase sunt Furtuna, Bakhchisaray și Mormântul contesei Potocka.
Cât a stat la Moscova, l-a cunoscut pe Henryk Rzewuski și pe Maria Agata Szymanowska și s-a împrietenit cu Alexander Pushkin. Datorită relațiilor sale de prietenii cu multe personalități influente, i s-a dat permisiunea de a părăsi Rusia.

### Călătorii în Europa

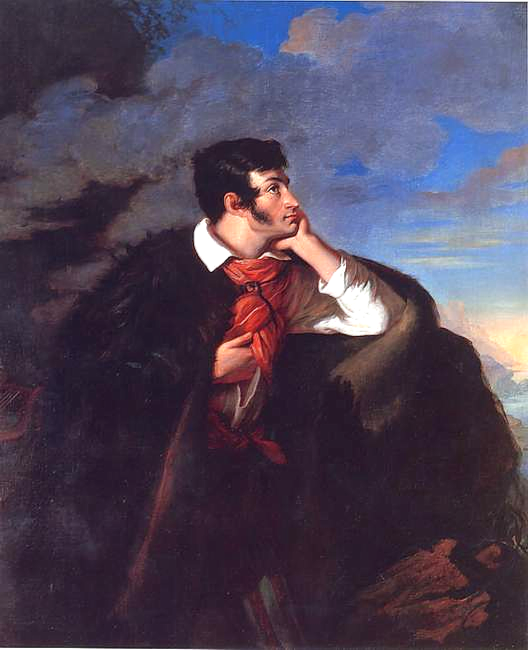
Portretul lui Mickiewicz, de Walenty Wańkowicz (1828).

În anul 1829, după cinci ani de exil în Rusia, poetul a primit permisiunea de a călători în Weimar. Pe 6 iunie 1829, a ajuns la  Berlin, unde a participat la câteva prelegeri ale lui G. W. F. Hegel. În februarie 1830, a vizitat Praga. Apoi s-a întors în Germania și a mers la Weimar, unde l-a cunoscut pe  Goethe.
În final, în octombrie 1830, s-a stabilit la Roma, pe care o considera "cel mai frumos oraș din străinătate". Curând după aceasta află că a început Revolta din Noiembrie în Polonia, dar nu părăsește Roma până în primăvară.
În aprilie 1832, Mickiewicz părăsește Roma, călătorește la Geneva și Paris, și mai târziu, cu un pașaport fals, în Germania, ajungând până în Poznań (Posen) în jurul datei de 13 august.

### Emigrant în Paris
În 1834, se căsătorește, la Paris, cu Celina Szymanowska, fiica pianistei și compozitoarei Maria Agata Szymanowska. 
În decembrie 1838 Adam încearcă să se sinucidă aruncându-se pe fereastră, marcat de boala mintală a soției sale.
În 1840, Mickiewicz a fost numit profesor la nou înființata secție de literatură și limbi slave din cadrul prestigioasei instituții de învățământ superior Collège de France, unde a predat până în 1844. Influențat de mesianismul filozofului polonez Andrzej Towiański, devine un promotor al misticismului religios. Lecțiile lui Adam devin un amestec de politică și religie, ceea ce atrage antipatia guvernului francez. Elementul mesianic intră de asemenea în conflict cu învățăturile Bisericii Romano-Catolice, iar câteva cărți îi sunt interzise, deși atât Mickiewicz, cât și Towiański sunt încurajați să participe la slujbele religioase. O selecție a prelegerilor susținute în acea perioadă sunt publicate în patru volume, evidențiind  vastele sale cunoștințe de literatură rusă, poloneză, cehă, sârbă.
Împreună cu alți doi profesori celebri de la Collège de France din acea perioadă și anume Jules Michelet (titularul catedrei de „Istorie și morală”) și Edgar Quinet (titularul catedrei de „Literaturi și instituții comparate ale Europei meridionale”, în cadrul căreia acesta a susținut primul curs de literatură comparată din lume), Adam Mickiewicz a întregit o ilustră triadă, supranumită de contemporani „cele trei catedre de democrație”, care a avut o influență semnificativă asupra efervescenței revoluționare premergătoare Revoluției de la 1848. În 1845, în semn de protest față de suspendarea cursului lui Adam Mickiewicz, tineretul studențesc a scos o medalie cu efigiile celor trei profesori democrați (Michelet, Quinet și Mickiewicz) și a organizat o nouă manifestație de simpatie în favoarea acestora.

### Ultimii ani
În următorii ani, viața poetului intră în declin, o imagine tristă a lui Mickiewicz fiind zugrăvită de scriitorul rus Alexander Herzen: sărac, deznădajduit, măcinat de conflicte familiale, îmbătrânit prematur. În iarna anilor 1848-1849 este vizitat de Frédéric Chopin, care îi mai alină sufletul cu minunata sa muzică de pian. Cu ceva timp in urmă, Chopin pusese pe note două poeme de-ale compatriotului său înstrăinat, intitulate Cântece poloneze.

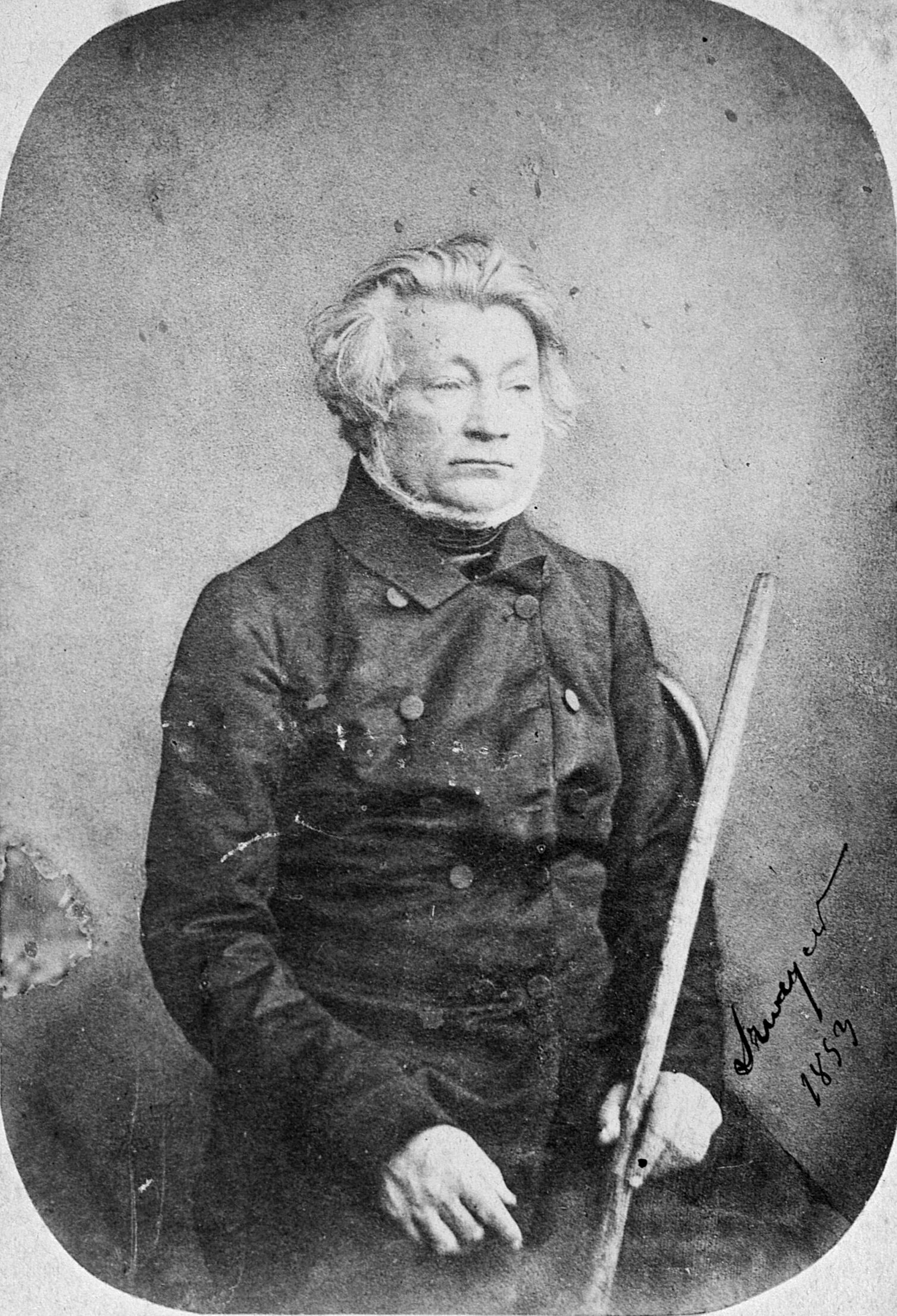
La bătrânețe

În 1849 Mickiewicz pune bazele ziarului La Tribune des Peuples („Tribuna poporului”), care rezistă doar un an. Speranța în restaurația Imperiului Francez pare să-i dea aripi, așa că apare Oda latină, dedicată lui Napoleon al III-lea.
Reacțiunea contrarevoluționară reușește însă să-i interzică a mai ține cursuri în fața studenților. Au loc manifestații de simpatie ale tinerilor. În 1852 Jules Michelet, Edgar Quinet și Adam Mickiewicz sunt concediați de la Collège de France sub motivul că au refuzat să jure credință noului regim politic.
În 1855 soția lui, Celina, moare. Izbucnirea Razboiului Crimeii îl determină să-și lase copiii minori la Paris. Pe 22 septembrie 1855 ajunge la Constantinopol, capitala Imperiului Otoman, unde organizează o armată poloneză care să lupte împotriva Rusiei. Împreună cu prietenul său Armand Levy alcătuiește o legiune evreiască, „Husarii lui Israel”, care includea evrei ruși și palestinieni. În timpul unei campanii militare se îmbolnăvește, probabil de holeră. Moare în apartamentul său din Constantinopol de pe strada Yenișehir (astăzi muzeu), pe 26 noiembrie 1855, trupul fiindu-i înhumat într-o criptă de la subsol. Mai târziu, este adus în Franța și înmormântat la Montmorency, pentru ca în 1890 rămășițele pământești să-i fie transportate în Polonia, la Catedrala Wawel din Cracovia, unde se odihnește alături de alte personalități ale culturii și politicii poloneze.

## Creația literară
Primele volume de poezie îi apar în 1822 - 1823.
Cea mai valoroasă creație a sa este poemul Pan Tadeusz, dedicat Poloniei, pe care îl termină în 1832, pe când se afla la Paris.
Situația politică din Polonia secolului al XIX-lea este reflectată adesea în literatură, care, odată cu a treia împărțire a uniunii statale polono-lituaniene, capătă avânt, fiind marcată de un profund patriotism, mai ales între 1830-1850.
Edward Henry Lewinski Corwin caracterizează opera lui Mickiewicz ca fiind prometeică, care „sensibilizează nu doar inimile poloneze”, la fel ca și alți barzi ai Poloniei precum Zygmunt Krasiński și Juliusz Słowacki, iar George Brandes afirma că poeziile lui Mickiewicz sunt „mai sănătoase” decât cele ale lui Byron, Shakespeare, Homer sau Goethe.
În tinerețe, poetul  a fost influențat de folclorul local, orașul natal Navahrudak aparținând regiunii Hrodna din Belarus. După ce studiază la școala din Navahrudak, ajunge în cercurile literare ale Universității din Vilnius. În 1823 țarul ordonă desființarea societății secrete Filomații, iar Mickiewicz este arestat și exilat în Rusia.
În Crimeea compune celebrele sonete, iar în Franța, din cauza misticismului manifestat prin apropierea de ideile lui Towianski, este interzis. Decide să renunțe la această influență nefastă pe care Towianski o exercita asupra propriei identități și pleacă la Istanbul unde iau naștere Cărțile Pelerinilor, considerate a fi "predicile lui Mickiewicz". Apar Konrad Wallenrod, Pan Tadeusz și cea mai lungă poezie a sa, Grażyna, unde sunt descrise faptele de vitejie ale căpeteniilor militare lituaniene împotriva cavalerilor teutoni. Sursă de inspirație i-a fost Emilia Plater, o eroină a Revoluției din noiembrie 1830 ucisă în Lituania. Alte poezii cunoscute sunt Farys, cu tematică orientală, odele despre Tinerețe ori cele dedicate lui Joachim Lelewel, inițiatorul mișcării de eliberare poloneze de sub ocupația rusă.
Fiul său, Władysław Mickiewicz, a publicat o lucrare în 4 volume intitulată „Vie d'Adam Mickiewicz” („Viața lui Adam Mickiewicz”, Poznań, 1890–1895) și Adam Mickiewicz, sa vie et son œuvre („Adam Mickiewicz: viața și opera”, Paris, 1888).
Mickiewicz a condus publicația Tribune des peuples.

### Scrieri
- 1822: Ballady i romance ("Balade și romanțe"), lirică inspirată din tradiția populară;
- 1823/1832: Dziady ("Străbunii");
- 1823: Grażyna;
- 1826/1827: Konrad Wallenrod;
- 1826: Sonety krymskie ("Sonete din Crimeea");
- 1832: Księgi narodu polskiego i pielgrzymstwa polskiego ("Cartea națiunii și a pelerinilor poloni"), proză cu caracter mesianic;
- 1834: Pan Tadeusz, epopee care reconstituie viața nobilimii lituaniene în timpul campaniilor napoleoniene;
- 1849: Les slaves ("Slavii"), curs în franceză ținut la Collège de France.

#### Volume apărute în limba română
- Adam Mickiewicz, de Mieczyslaw Iastrun (în românește de Const. Popescu și Titus Priboi; traducerea versurilor de Romulus Vulpescu), Editura de Stat pentru literatură și artă București, 1956
- Mickiewicz, traducere de Miron Radu Paraschivescu, Ed. Tineretului, 1959
- Pasiunea romantică: Adam Mickiewicz (1798-1855), Juliusz Slowacki (1809-1849), de Olga Zaicik, București, 1965
- Versuri alese - Adam Mickiewicz, editura Minerva, 1978
- Lirică poloneză (1996), traducere de Valeriu Butulescu

## Mickiewicz și românii
În timpul activității sale de la Collège de France, Mickiewicz a fost audiat de numeroși studenți români. Ideile sale s-au răspândit între tinerii revoluționari (Alexandru Papiu-Ilarian, Nicolae Bălcescu, Ion Heliade Rădulescu). Din acea epocă datează și primele traduceri în românește: lingvistul Stanisław Wędkiewicz a descoperit între manuscrisele Academiei Române o traducere completă din franceză a Cărților poporului și pelerinajului polonez, făcută în Moldova pe la 1845. Trebuie menționat și faptul că Bogdan Petriceicu Hasdeu, care avea și rădăcini poloneze, a menționat numele poetului polonez în mausoleul Iuliei, fiica sa.

## In memoriam

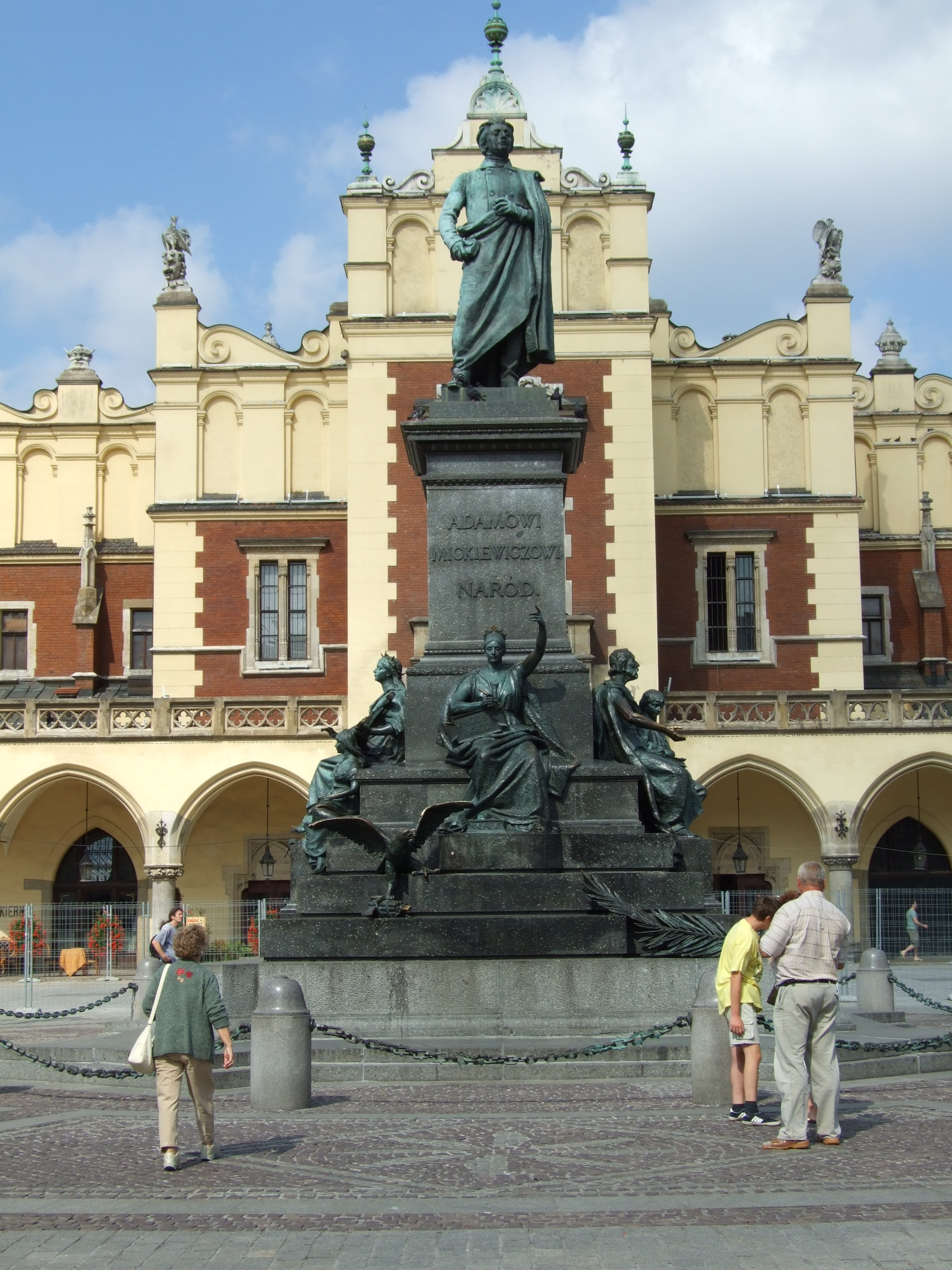
Monumentul lui Adam Mickiewicz din Cracovia
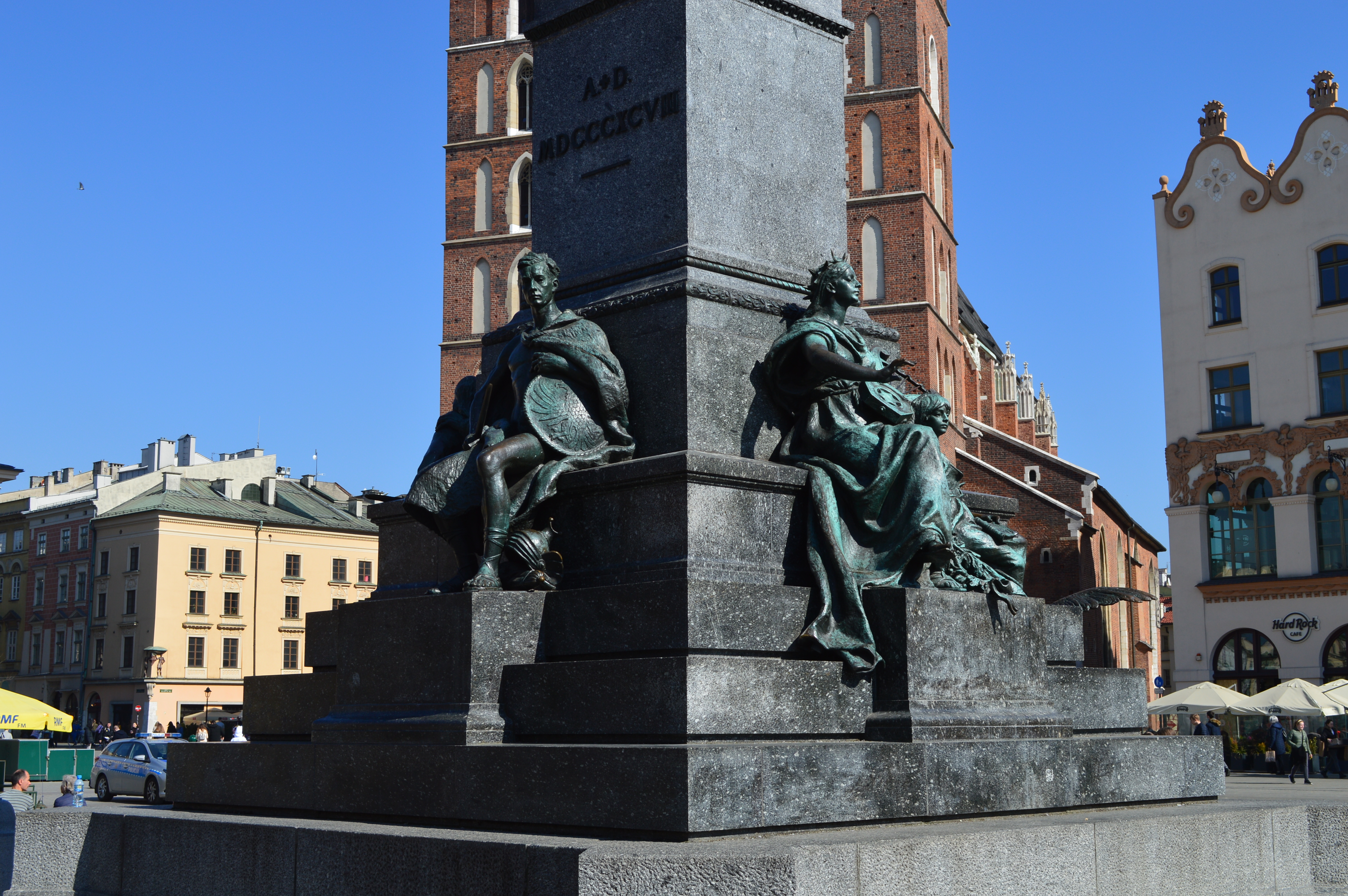
Monumentul lui Adam Mickiewicz Cracovia
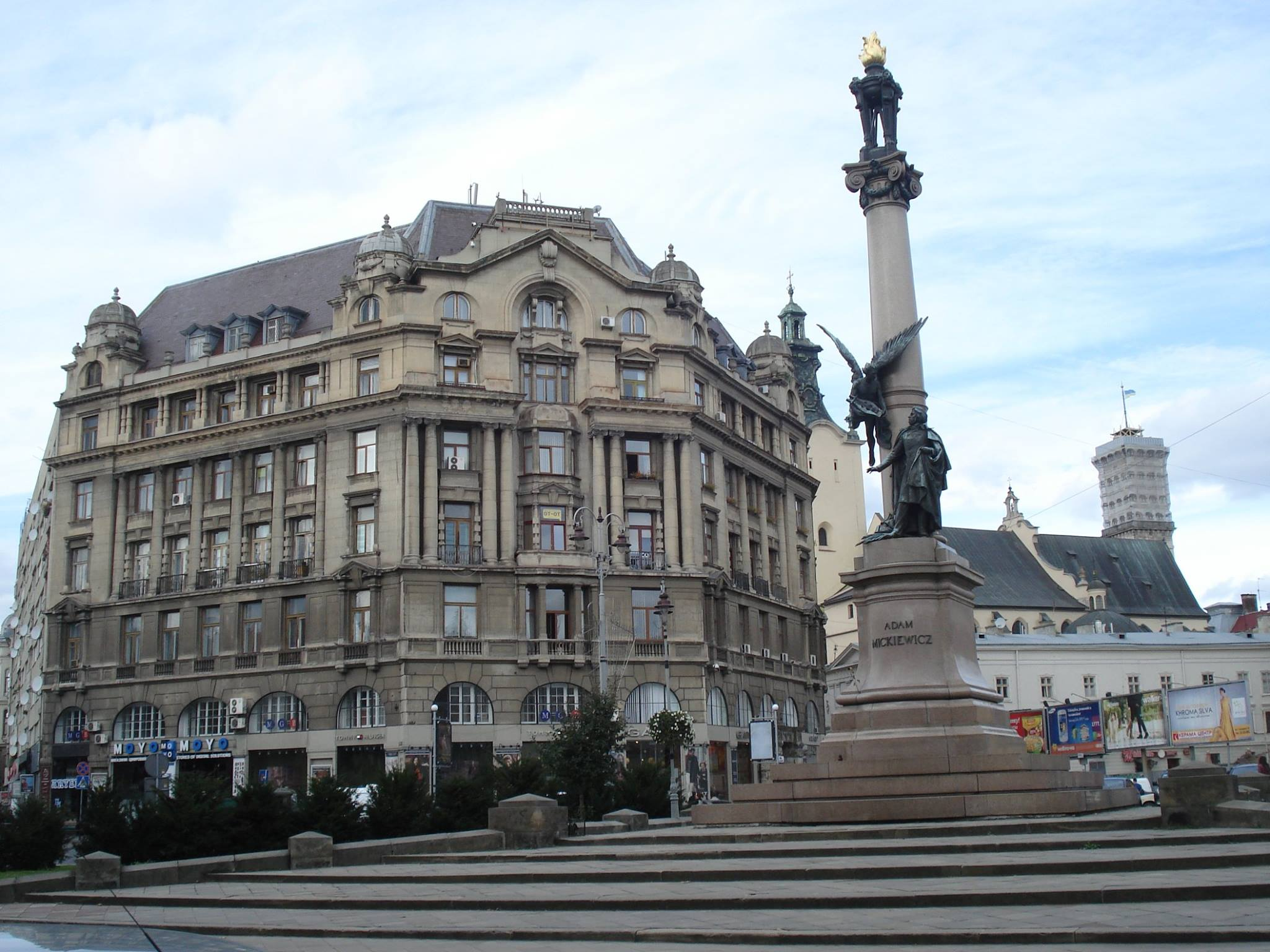
Statuia lui Mickiewicz din Liov (Ucraina)
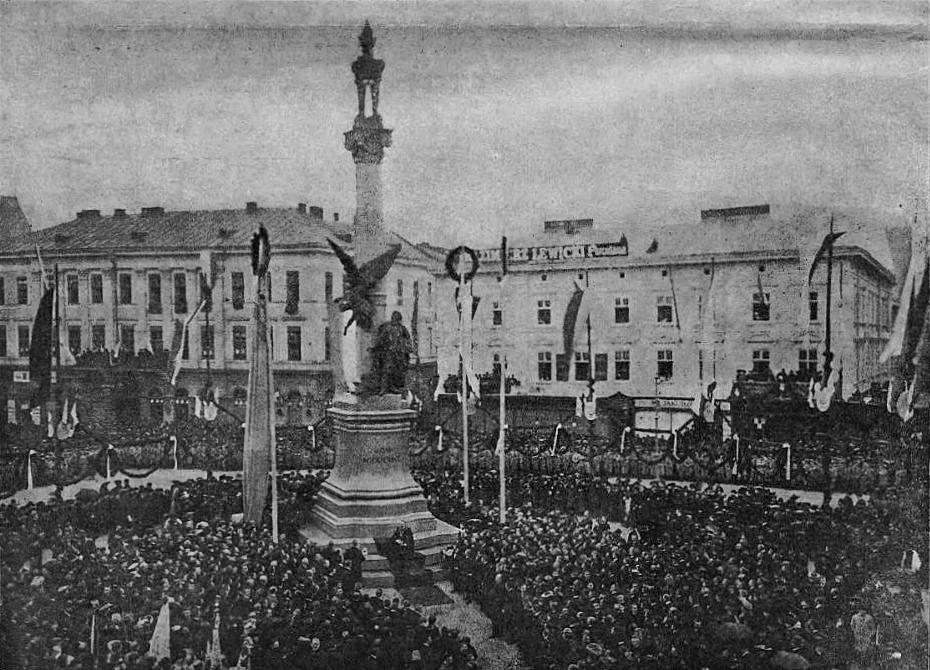
Inaugurarea monumentului lui Mickiewicz din Liov (1904)
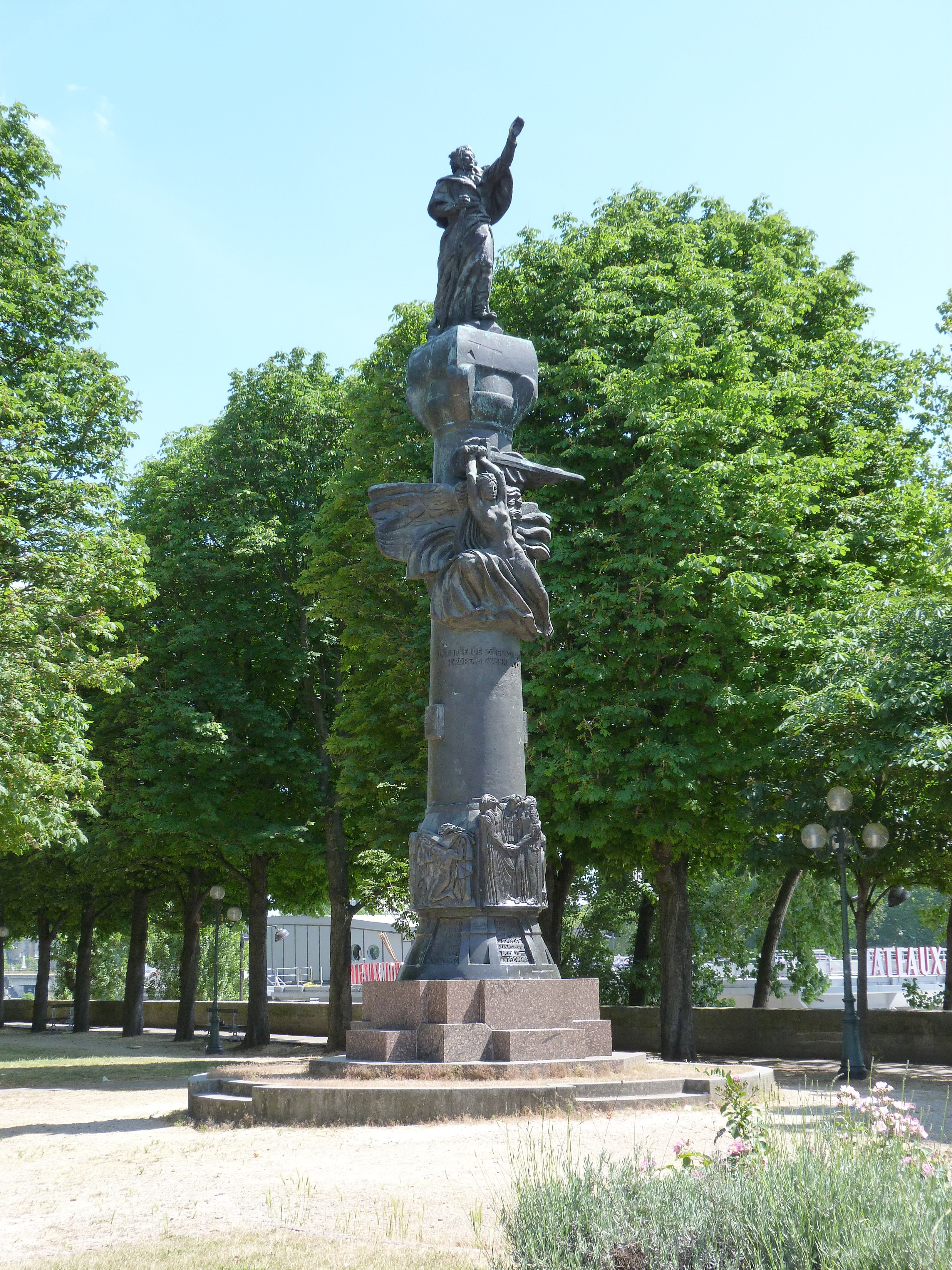
Statuia lui Mickiewicz din Paris
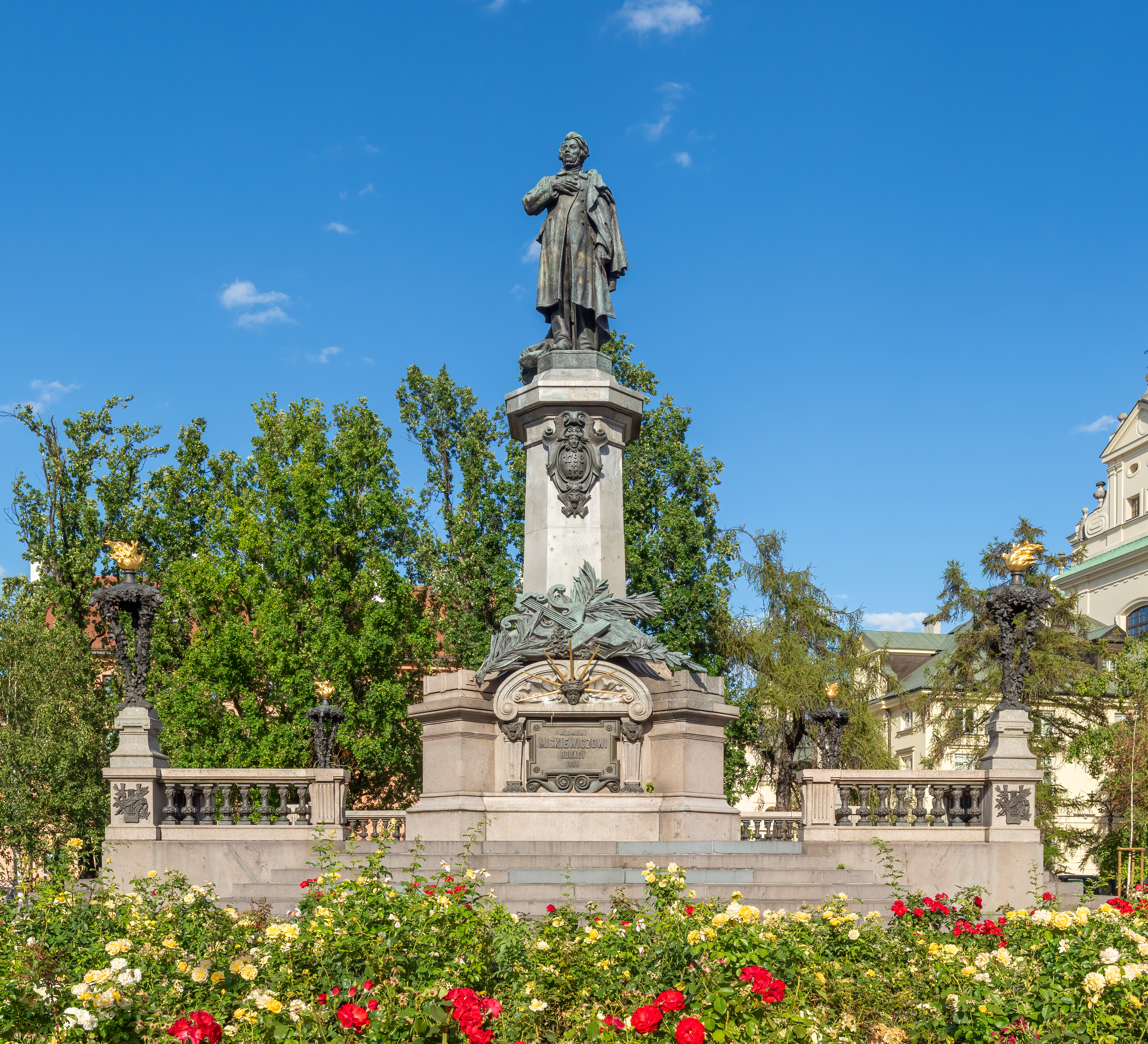
Statuia lui Mickiewicz din Varșovia
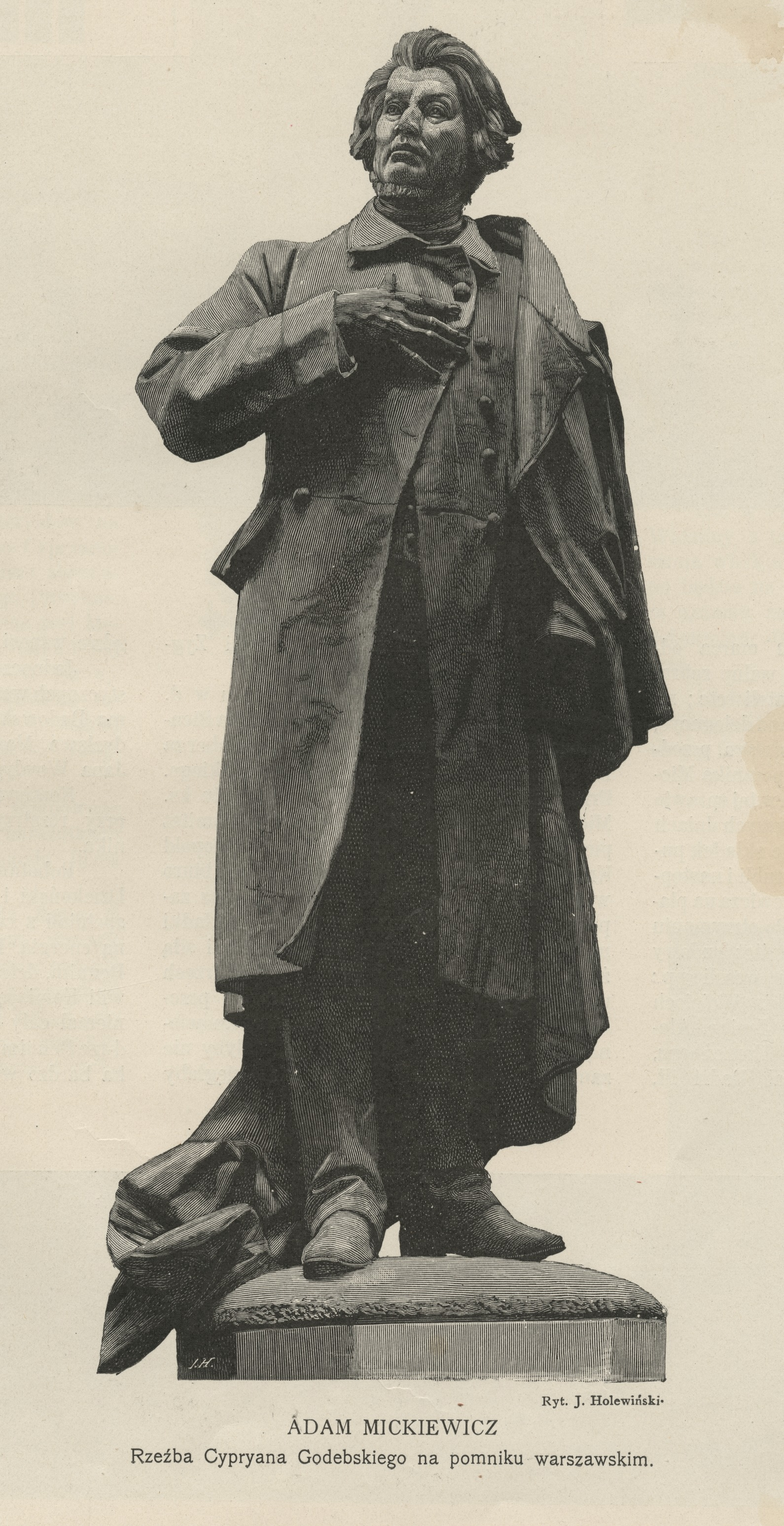
Model pentru statuia lui Mickiewicz din Varșovia